# C・J・ワトソン
C・J・ワトソン  (Charles Akeem Watson, Jr. 1984年4月17日 - )は、アメリカ合衆国ネバダ州ラスベガス出身のプロバスケットボール選手。NBAのオーランド・マジックなどに所属していた。

## 来歴
2006年のNBAドラフトで指名漏れとなったワトソンは、2006-07シーズンはイタリア、ギリシャでプレーし、2007-08シーズンはNBADLでプレーしていたが、2008年1月5日にゴールデンステート・ウォリアーズから10日間契約のオファーを受けて、念願のNBA入り。その後複数年契約を勝ち取り、2010年までプレーした。

2010年7月21日、サイン・アンド・トレードでシカゴ・ブルズに移籍。2010-11シーズンはデリック・ローズ控え役として全82試合にフル出場した。

2012年7月、ブルックリン・ネッツと契約。

2013年7月、インディアナ・ペイサーズに移籍した。

2015年7月4日、オーランド・マジックと3年1500万ドルで契約。2シーズン目を終えた2017年7月10日に解雇された。